# Свободная республика Конго
Свобо́дная Респу́блика Ко́нго (фр. République Libre du Congo; часто называют Ко́нго-Стэнливи́ль) была недолговечным правительством, находящимся в восточной части Конго и возглавляемым Антуаном Гизенгой. Это правительство соперничало с другим из Леопольдвиля.

## История

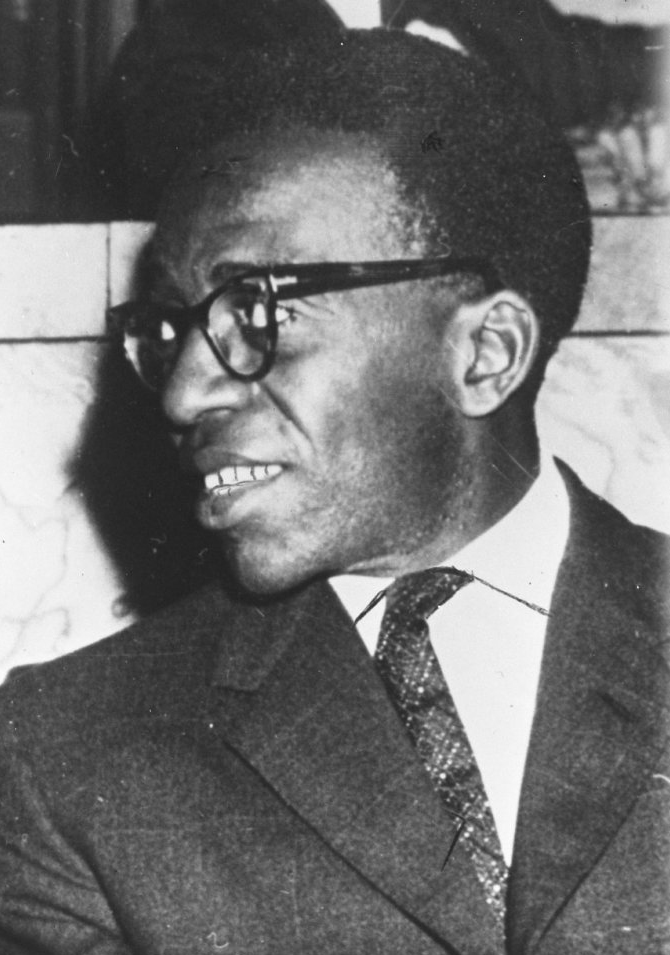
Антуан Гизенга в 1961 году

12 декабря 1960 года Антуан Гизенга объявил о создании нового правительства Свободной Республики Конго, находящегося в Восточной провинции, объявив это правительство легитимным в Конго. Центральное правительство практически сразу же ввело блокаду снабжения вдоль реки Конго. Несмотря на военную мощь, которой оно обладало, правительство Стэнливиля так и не создало обширную административную структуру, функционирующую как правительство в изгнании. Тем не менее, оно пользовалось большей поддержкой населения, чем Коллегия генеральных комиссаров или правительство Чомбе. Большинство административных функций оставались в управлении прежнего провинциального правительства, которому было трудно сосуществовать с новой централизованной властью Гизенги. Многие умеренные депутаты провинциального правительства бежали в Леопольдвиль.
К 20 февраля 1961 года Свободная Республика Конго была признана СССР и другими странами ОВД, КНР, Монголией, Югославией, Кубой, Ираком, Объединённой Арабской Республикой., Гана, Гвинея, Временным правительством Алжира и Марокко. Антуан Гизенга потребовал, чтобы западные страны передислоцировали свои посольства в Стэнливиль, пригрозив выслать консулов.
Генеральный секретарь ЦК КПСС Никита Хрущёв санкционировал поддержку Пьеру Мулеле в размере 500 тысяч долларов. Эти деньги должны были быть использованы для оплаты труда солдат, поскольку на его территории не взимались налоги и оно не получало никаких доходов. Тем не менее, советские шпионы считали, что Пьер Мулеле присвоил себе часть денег. Чехословакия предложила снабжать Стэнливильское правительство оружием по воздушному мосту через Египет, но президент Египта Гамаль Абдель Насер наложил на это вето.

Тем временем генерал Виктор Лундула создал штаб, состоящий в основном из офицеров Ориентале и Касаи. Чтобы укрепить свою армию, Лундула активизировал мобилизацию среди безработной молодёжи в Стэнливиле и молодых членов Конголезского национального движения.

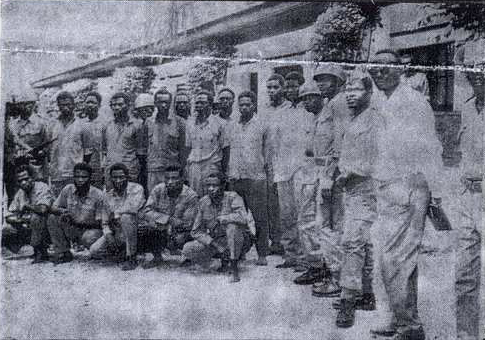
Солдаты центрального правительства, задержанные в Стэнливилле. Эти солдаты участвовали в рейде на Букаву.

Зимой Свободная Республика Конго продолжала набирать силу. 24 декабря войска Стэнливиля заняли Букаву и арестовали командующего местной армией. На рассвете 1 января 1961 года войска Леопольдвильского правительства по совету бельгийцев вошли в Букаву из Руанды и заняли военный лагерь Сайо. Впоследствии вмешались силы Стэнливиля, захватив 40 солдат и вытеснив экспедицию обратно в Руанду. Обе стороны продолжали перестрелку через границу в течение дня. На следующий день прибыла Анисет Кашамура, чтобы возглавить администрацию провинции Киву. В последующие месяцы ситуация в Южном Киву стала хаотичной; представителей европеоидной расы грабили, избивали и преследовали, многие предпочли сбежать из этого района. Также более 200 конголезцев были убиты. Миротворцы ООН не смогли сдержать насилие.
К 10 января силы Стэнливиля заняли север Катанги до Маноно, не встретив сопротивления. Антуан Гизенга установил свою власть в районе Санкуру провинции Касаи. Примерно в то же время укреплён контроль в Гоме и северном районе Киву. Все местные политзаключённые были освобождены. Страх перед новым вторжением из Руанды, поддерживаемым Бельгией, привёл к перестрелке 12 января над границей между Гомой и Гисеньи. 24 февраля Стэнливильское правительство достигло наибольших территорий, когда некоторые из его сил ненадолго заручились поддержкой гарнизона Лулуабурга.
Также в феврале семь сторонников Патриса Лумумбы, в том числе президент Восточной провинции Жан-Пьер Финан, предстали перед «традиционным судом» вождей балуба недалеко от Бакванги и были казнены за совершение «преступлений против нации балуба». В отместку власти Свободной Республики Конго расстреляли 15 политзаключённых в Стэнливиле, в том числе Гилберта Понго (одного из военных офицеров, захвативших Патриса Лумумбу) и министра связи Лумумбы Альфонса Сонголо.
17 января 1961 года дисциплина в армии Тисвилля начала падать, и Леопольдвильское правительство перевело Патриса Лумумбу в Элизабетвиль, столицу Катанги. Оказавшись там, он был жестоко замучен Моисом Чомбе и Годфройдом Мунонго, его главными политическими соперниками и лидерами сепаратистского государства. Той ночью он был расстрелян бельгийско-катангским отрядом. Когда в феврале стало известно о смерти Патриса Лумумбы, 3000—4000 разгневанных солдат собрались в одном из кварталов Стэнливиля, и решили отомстить местным жителям. Генерал Виктор Лундула пытался вести с ними переговоры всю ночь и в конце концов убедил их мирно покинуть город. 
15 февраля правительство Стэнливиля освободило всех задержанных иностранцев. Тем не менее, смерть Патриса Лумумбы составила негативное мнение о Катанге и центральном правительстве. Надеясь разрядить обстановку, правительство начало серьезные переговоры с правительством Антуана Гизенги. В марте Клеофас Камитату был отправлен из Леопольдвиля в Стэнливиль для переговоров. Блокада Свободной Республики Конго была снята в следующем месяце.

### Юридическая ликвидация

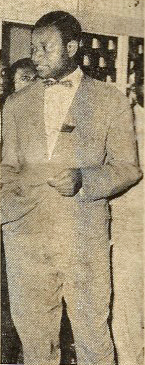
Альфонс Сонголо

Делегаты обоих правительств 13 июня встретились в Леопольдвиле в присутствии Организации Объединенных Наций для переговоров. Леопольдвильское правительство представляли Сирил Адула, Жан Боликанго и Марсель Лихау, а правительство Стэнливиля представляли Жак Массена, Этьен Кихуйю и С. П. Мапаго. Встречи прошли в течение следующих трёх дней. По завершении последнего раунда переговоров, делегаты подписали соглашение о проведении под эгидой ООН конференции в Университете Лованиум для обсуждения дальнейшего будущего Республики Конго.
В июле миротворцы ООН подготовили Лованиум к повторному созыву парламента. Там присутствовали Кристоф Гбение, Анисет Кашамура и 58 других депутатов от Ориентале и Киву, но сам Антуан Гизенга предпочёл остаться в Стэнливиле. Националисты имели небольшое преимущество, и 2 августа новое коалиционное правительство уже было сформировано. Сирил Адула стал премьер-министром и Антуан Гизенга стал первым заместителем премьер-министра. Гбение вернулся в Стэнливиль, чтобы убедить Гизенгу отправиться в столицу и занять свой пост. 6 августа он заявил о своём признании правительства Адулы легитимным, но не сделал заявления о том, поедет ли он в Леопольдвиль. Окончание борьбы между правительствами Конго было официально отпраздновано 15 августа, когда Адула вылетел в Стэнливиль и возложил венок к памятнику, посвящённому Патрису Лумумбе. Провинциальные депутаты от Санкуру возобновили свою работу в провинциальной ассамблее Касаи.
Когда Гизенга вернулся в правительство, Советский Союз быстро возобновил работу своего посольства в Леопольдвиле и призвал Сирила Адулу продолжить то, что начинал Лумумба и положить конец сепаратизму Катанги. Однако КНР отозвала своё посольство обратно в Пекин, заявив, что правительство Гизенги «прекратило свое существование». Объединённая Арабская Республика оставила своё посольство в Стэнливиле и заявила, что будет следовать только указаниям правительства Стэнливиля. Узнав о готовившийся интеграции Стэнливиля в Леопольдвильское правительство, ОАР объявила, что в январе 1962 года перенесёт своё посольство обратно в столицу.

### Окончательный роспуск
Антуан Гизенга вернулся в Стэнливиль в сентябре 1961 года, чтобы призвать и собрать армию для отвоевания северной Катанги. Вторжение провалилось. Не выполняя ни одной из своих обязанностей, он создал ополчение численностью 300 человек и начал управлять Восточной провинцией независимо от Леопольдвильского правительства. К ноябрю, Гизенга снова начал представлять серьёзную угрозу для Леопольдвильского правительства. Его действия глубоко разъединили националистов в парламенте, поскольку одни считали уместным присоединиться к нему и восстановить режим Стэнливиля, а другие считали, что лучше остаться в столице и продолжить продвигать свою политику.
Однако к тому времени Гизенга утратил право на создание легитимного правительства. Он планировал открытое восстание, но военные неудачи и ухудшение политической ситуации обескуражили Лундулу. 11 ноября он уехал из Ориентале в Леопольдвиль. В тот же день репутация Гизенги была серьёзно подорвана. Войска Стэнливиля убили 13 итальянских летчиков из ООН. Это стало известно как Зверство Кинду. 13 ноября Лундула присягнул правительству Адулы, отрекшись от действий Гизенги. В декабре Леопольдвильское правительство заключило временное перемирие с Катангой и направила все свои усилия на устранение угрозы Гизенги.

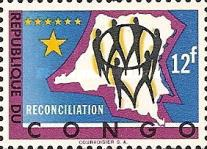
Почтовая марка 1963 года, посвящённая «примирению» политических группировок в Конго после окончания сецессий в Катанге и Южном Касаи, а также на востоке

8 января 1962 года Палата депутатов приняла резолюцию с требованием отозвать Гизенгу и вернуться в Леопольдвиль в течение 48 часов, распустив его ополчение, и назначив специальную комиссию для восстановления власти Леопольдвиля в Ориентале. Через два дня Гизенга ответил, что ничего не будет делать, пока не будет решён вопрос об отделении Катанги. Адула приказал генералу Лундуле арестовать Гизенгу и распустить его правительство. Гизенга в ответ приказал провинциальной жандармерии задержать Лундулу и членов ООН в Стэнливиле, которые расследовали зверства в Кинду. Офицеры жандармерии отказались выполнять приказ, вероятно, потому, что ООН предупредила местный гарнизон о ситуации. 
12 января в Палату было внесено предложение о лишении Гизенги его поста. На следующий день президент Восточной провинции заявил о поддержке Леопольдвильского правительства, и, что Гизенга должен покинуть Стэнливиль. Последовали столкновения между жандармами и войсками Леопольдвильского правительства по всему городу, в результате чего погибли несколько человек. Лундула, при поддержке Адулы, запросил помощь ООН в ликвидации жандармерии. Тогдашний Генеральный секретарь ООН У Тан отправил миротворческие силы ООН, чтобы восстановить порядок, в то время, как солдаты Лундулы окружили резиденцию Гизенги. Постепенно ополчение Гизенги сдалось, а сам Гизенга был помещён под домашний арест. С 14 по 16 января взвод миротворцев помогал войскам Лундулы разоружать провинциальную жандармерию. 15 января Гизенга был официально осуждён парламентом и лишён поста вице-премьера.

### Последствия
Арест Антуана Гизенги усилил дискуссии в парламенте. По просьбе парламента, армия ООН взяла на себя задачу по охране Гизенги. 20 января 1962 года по распоряжению генерала Лундулы и правительства провинции он был доставлен ООН самолётом в Леопольдвиль. Двумя днями позже Гизенга потребовал, чтобы ООН сняла свою охрану, которую быстро заменила бы «защита» Леопольдвильского правительства. 25 января он был заключён в лагерь Коколо. По запросу Гизенги Генеральный секретарь ООН попросил Сирила Адулу уважать законные права соперничающего лидера. В феврале Адула заверил левых членов своего правительства, что Гизенга не будет казнён. Гизенга был заключён в тюрьму на острове Була Мбемба в устье реки Конго, где он оставался до конца истечения срока своего заключения.
В мае комиссия Палаты депутатов признала Гизенгу виновным в подстрекательстве к мятежу, жестоком обращении с заключёнными и в запросах иностранной помощи для организации восстания. Ему был официально объявлен импичмент и его депутатская неприкосновенность была снята. В августе Ориентале была разделена на три провинции, что ослабило её позиции, как политического органа. В следующем месяце Стэнливиль перешёл непосредственно под управление Леопольдвиля.